# آنگارسک
آنگارسک (به روسی: Анга́рск) شهری است در استان ایرکوتسک روسیه که بر کنار رود آنگارا واقع شده‌است.
شهر آنگارسک در ۵۱۵۰ کیلومتری مسکو و در مسیر راه آهن سراسری سیبری قرار گرفته‌است. جمعیت آنگارسک در سرشماری سال ۲۰۰۲ برابر با ۲۶۲٬۳۰۰ نفر بوده‌است.
آنگارسک در سال ۱۹۸۴ به عنوان یک سکونتگاه صنعتی بنیاد شد و در تاریخ ۳۰ مه ۱۹۵۱ به عنوان شهر به رسمیت شناخته شد. منطقه صنعتی این شهر یکی از بزرگ‌ترین مناطق صنعتی در قاره آسیا است و شامل یک مجتمع پتروشیمی و یک مجتمع برق‌کافت شیمی نیز می‌شود.
از موزه‌های این شهر می‌توان موزه ساعت‌های دیواری و مچی، و موزه پیروزی را نام برد.
مرکز بین‌المللی چرخه سوخت هسته‌ای آنگارسک که یکی از نخستین مراکز غنی‌سازی اورانیوم روسیه خواهد بود که تحت پادمان آژانس بین‌المللی انرژی اتمی قرار می‌گیرد.